# 삼성 갤럭시 Z 플립 3

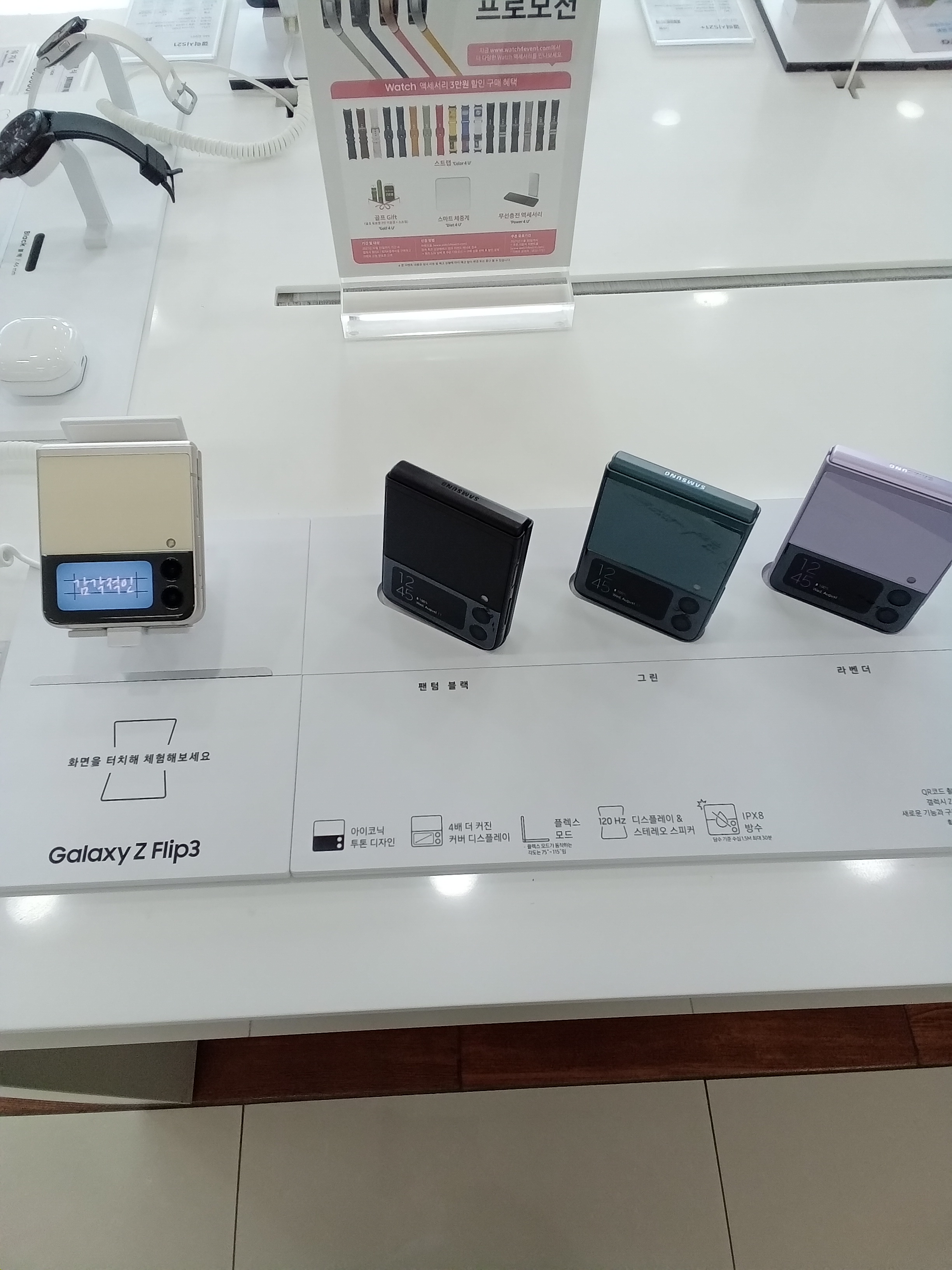
Z 플립 3

삼성 갤럭시 Z 플립 3(Samsung Galaxy Z Flip 3)는 삼성 갤럭시 Z 시리즈에 속하는 폴더블 스마트폰이다. 2021년 8월 11일 삼성 언팩 행사에서 Z 폴드 3와 함께 공개되었다. 삼성 갤럭시 Z 플립의 후속 제품이지만, 함께 제공되는 폴드 모델의 브랜드와 일치하기 위해 플립 3으로 브랜드화되었다. 2021년 8월 27일에 국내 출시되었다.

## 사양

### 디자인
Z 플립3는 알루미늄 프레임의 Z 플립과 동일한 클램셸 디자인을 채택했으며, 4.2인치 공간에 접을 수 있는 삼성산 초박형 유리로 보호되는 6.7인치 디스플레이를 갖췄다. Z Flip 3는 IPX8 방수 등급을 도입했는데, 삼성은 이 등급이 1.5미터 물에 잠겨 최대 30분 동안 견딜 수 있다고 주장한다.

### 하드웨어
Z 플립 3은 6.7인치 22:9 AMOLED 디스플레이를 갖추고 있으며 HDR10+도 지원한다. 전화기 뒷면에는 1.9인치의 작은 커버 스크린이 있는데, 이는 시간, 날짜 및 배터리 상태를 표시하고 알림과 상호 작용하며 전화를 받고 뷰파인더 역할을 하는 데 사용할 수 있는 오리지널 Z 플립의 1.1인 커버 스크린보다 크기가 향상된 것이다. Z 플립3는 퀄컴 스냅드래곤 888에 의해 구동되며 8GB의 LPDDR5 램과 128GB 또는 256GB의 비확장 UFS 3.1 스토리지 옵션을 제공한다. Z 플립3는 최대 15W에서 USB-C를 사용하거나 최대 10W에서 Qi를 통해 무선으로 충전할 수 있는 동일한 3300mAh 이중 배터리를 갖추고 있다. 전원버튼은 프레임에 내장돼 지문센서 역할뿐만 아니라 알림 패널을 내려 삼성페이를 출시하는 방식이며 볼륨로커가 위에 위치해 있다. 듀얼 후면 카메라, 1200만 전면 카메라, 1200만 광각 카메라, 1200만 울트라 와이드 카메라 등 3개의 카메라가 탑재됐다.

## 사진

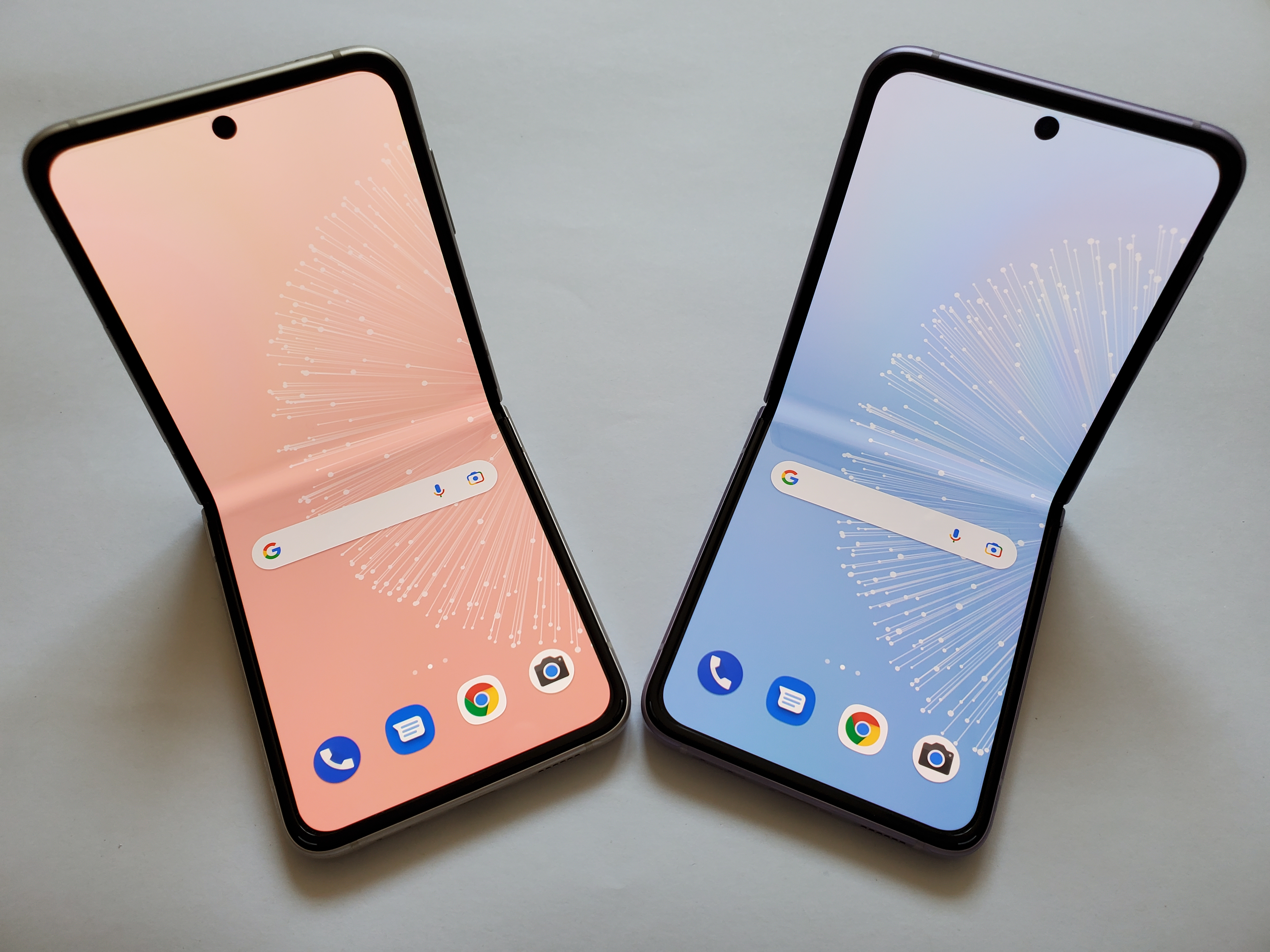
갤럭시 Z 플립 3
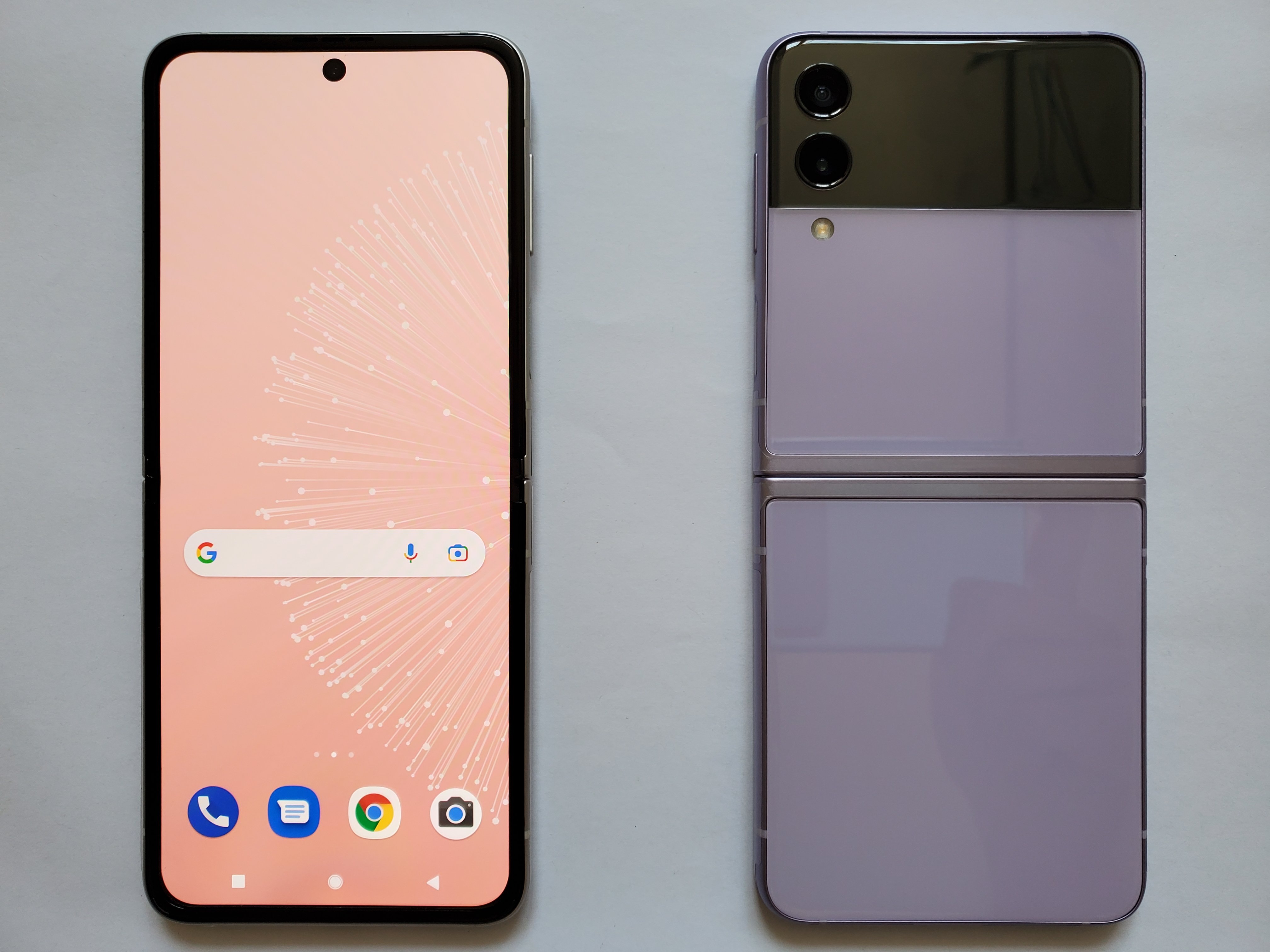
갤럭시 Z 플립 3
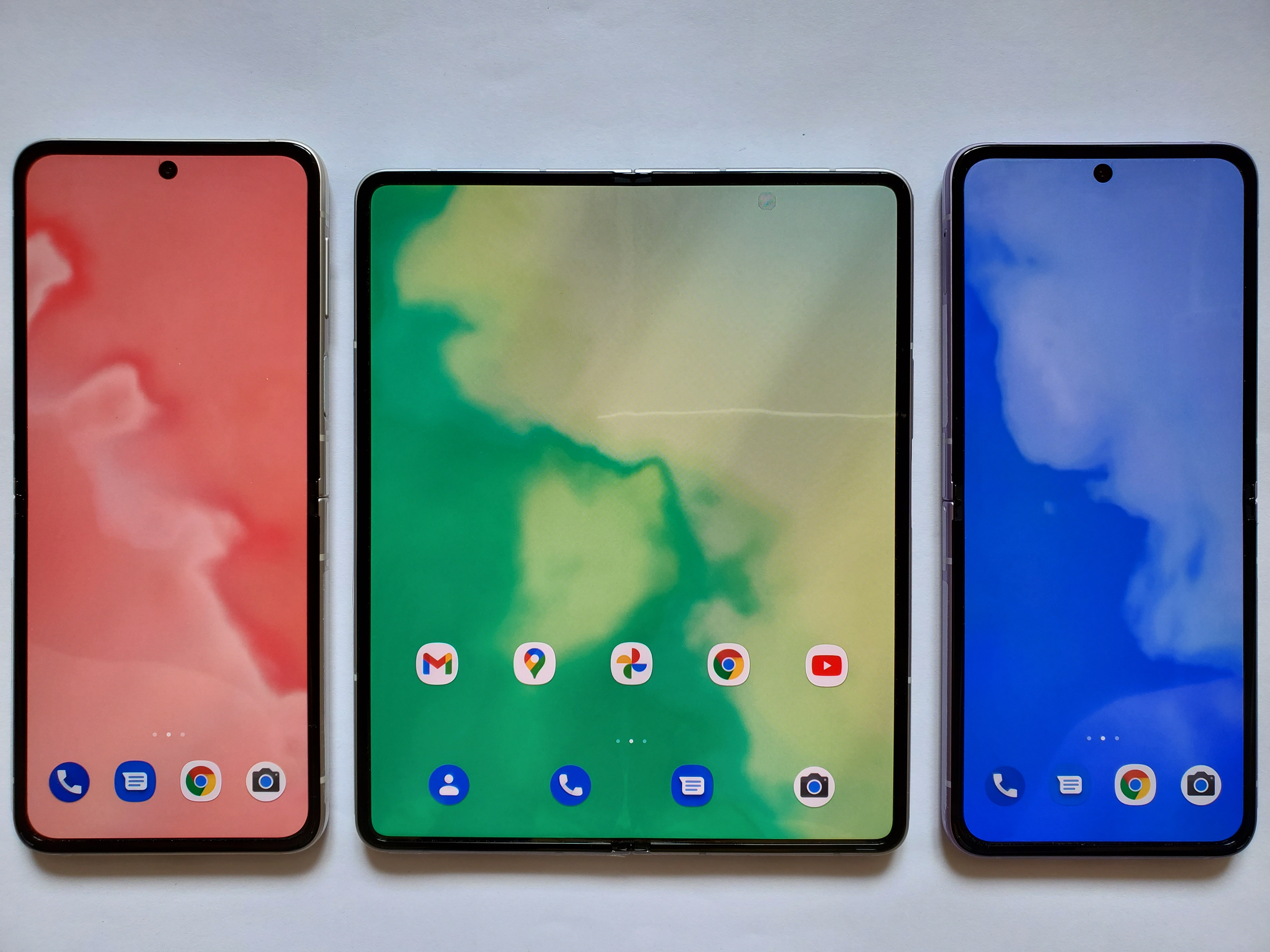
삼성 갤럭시 Z 플립 3 와 폴드 3
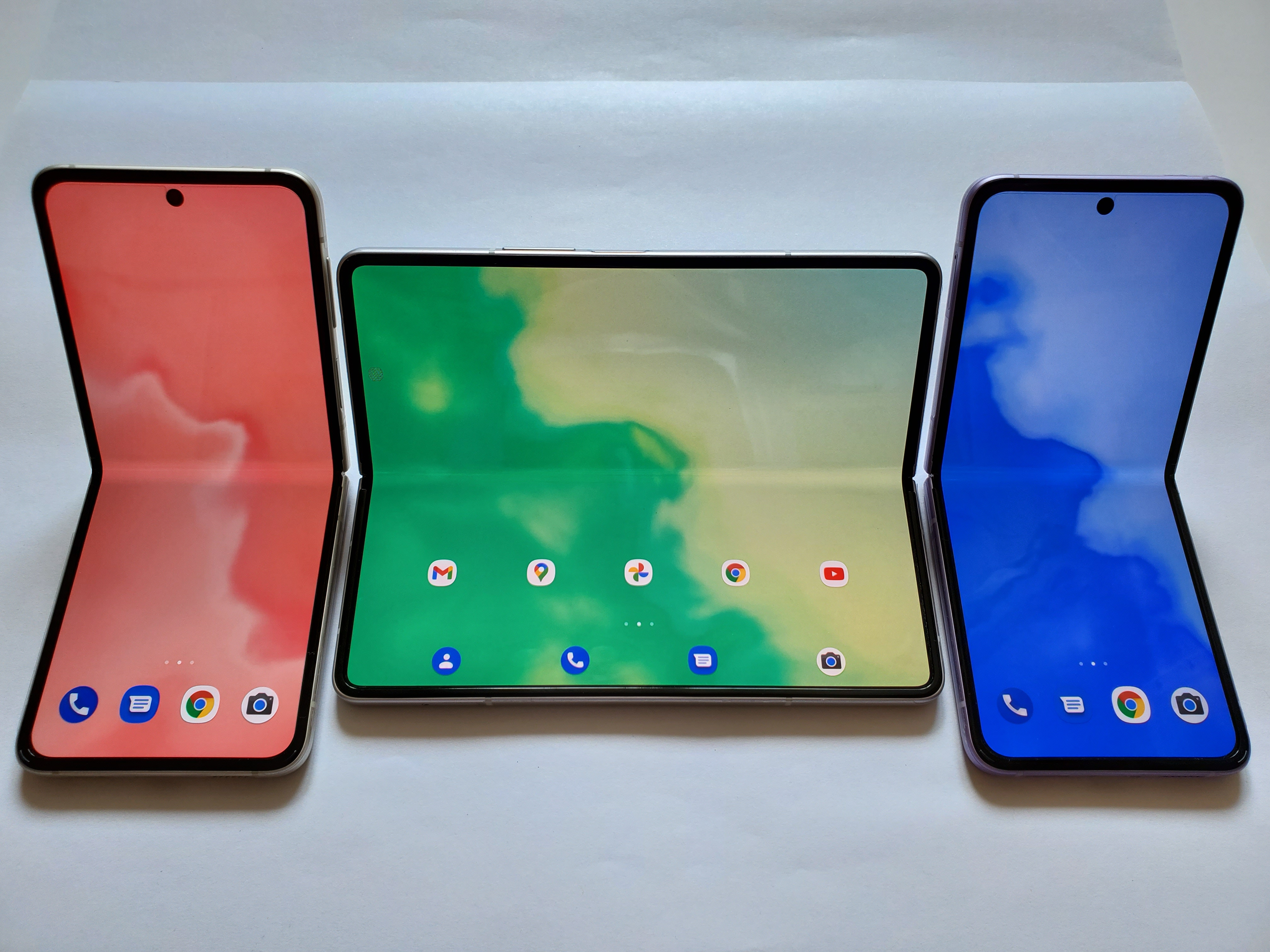
삼성 갤럭시 Z 플립 3 와 폴드 3